# Jesús Gallardo
Jesús Daniel Gallardo Vasconcelos, född 15 augusti 1994 i Cárdenas, är en mexikansk fotbollsspelare som spelar för Toluca. Han representerar även Mexikos landslag.